# Sofia Richie
Sofia Alexandra Richie Grainge (Los Angeles, 24 agosto 1998) è una modella statunitense.
Ha partecipato a campagne di numerosi marchi importanti, tra cui Tommy Hilfiger, Michael Kors e Chanel. È la figlia più giovane del cantautore Lionel Richie e sorella della stilista Nicole Richie.

## Biografia

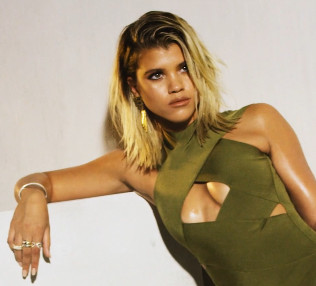
Sofia Richie nel 2017

Sofia Richie è nata a Los Angeles, in California, dai genitori Lionel Richie e dalla sua seconda moglie Diane Alexander. È la sorella minore di Nicole Richie che è stata adottata e la sorella biologica di Miles Richie. Il padrino di Sofia Richie era Michael Jackson. Ha riferito che le visite al Neverland Ranch di Jackson sono state alcune delle sue memorie preferite da bambina, e lei è diventata una intima amica di sua figlia, Paris Jackson.
Richie è cresciuta con un'affinità per la musica come suo padre. Ha imparato a cantare all'età di 5 anni e suonare il pianoforte all'età di 7 anni. Ha fatto apparizioni occasionali negli spettacoli di suo padre e ha preso lezioni vocali dall'allenatore vocale di Beyoncè, Tim Carter, quando aveva 14 anni. Ha anche lavorato in studio con suo cognato e vocalist degli Good Charlotte, Joel Madden. Ha deciso di abbandonare la carriera musicale, tuttavia, a causa della pressione di vivere fino alla statura di suo padre nell'industria musicale.
Richie passò un po' di tempo alla Oaks Christian School, soprannominata "Celebrity High", prima di essere educata a casa per diversi anni mentre suo padre era in tour. Ha giocato a calcio fino all'età di 16 anni quando si è rotta l'anca in un incidente con il Segway.

## Carriera
Richie ha iniziato a fare da modella a 14 anni per la rivista Teen Vogue e a 15 anni ha ottenuto il suo primo contratto di moda con la compagnia di costumi da bagno Mary Grace Swim, con sede a Los Angeles. L'anno successivo, Richie firmò con l'agenzia di modelle di Londra, Select Model Management.
Richie ha partecipato a campagne pubblicitarie per un certo numero di marchi tra cui Chanel, Dolce & Gabbana, Adidas, Michael Kors, e Tommy Hilfiger. Ha fatto degli photoshoot per Elle e Vanity Fair ed è apparsa di recente sulla copertina di Complex e sulla rivista Billboard. Richie ha inoltre abbellito molte copertine di numerose riviste internazionali di moda.

### Carriera nella moda

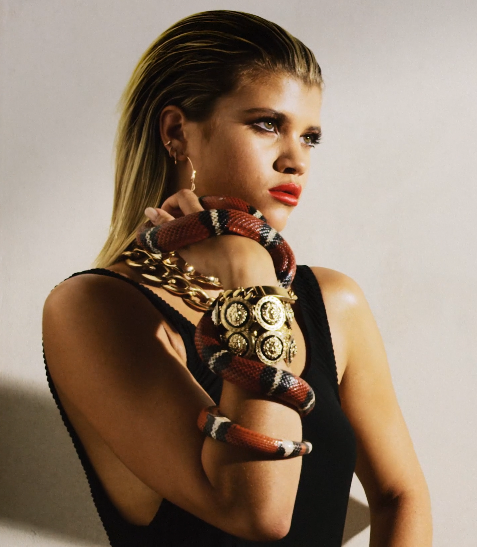
Sofia Richie in un photoshoot

Richie ha collaborato con Frankie's Bikinis per lanciare una colorata collezione di costumi da bagno, pubblicata l'8 luglio 2019. La collezione comprendeva costumi da bagno tie-dye, colori neon e fiori.
Richie ha progettato una collezione di abbigliamento chiamata "Sofia Richie x Missguided" per il rivenditore britannico Missguided, che è stata rilasciata il 17 settembre 2019. La collezione di 60 pezzi comprendeva pezzi sartoriali, mini abiti e set coordinati classici, e tutti i gli articoli avevano un prezzo compreso tra i $20 e i $100.

### Social
Richie è molto popolare sui social media, in particolare su Instagram, dove promuove prodotti di bellezza e benessere, forte di un seguito di 11 milioni di follower, (dati di dicembre 2024).. Nel 2023, Sofia Richie Grainge è stata ampiamente riconosciuta per il suo ruolo nel rilancio e nella popolarizzazione del trend noto come Quiet Luxury, uno stile che privilegia l’eleganza sobria, l’assenza di loghi visibili e materiali di alta qualità. L’evento che ha catalizzato l’attenzione dei media è stato il suo matrimonio sulla Côte d’Azur, durante il quale ha indossato una serie di abiti firmati Chanel dal design minimalista ma estremamente raffinato.
Il suo stile ha influenzato numerose testate di moda internazionali, tra cui Vogue, Harper’s Bazaar e The Cut, che ne hanno evidenziato l’estetica discreta come simbolo di una nuova forma di lusso aspirazionale. La sua immagine ha contribuito a definire e diffondere l’estetica Old Money e Stealth Wealth, particolarmente apprezzata tra le giovani generazioni sui social media. 

## Vita privata
Sofia ha avuto una relazione con il cantante canadese Justin Bieber nel 2016.
Da maggio 2017 a giugno 2020 ha avuto una relazione con l'ex compagno di Kourtney Kardashian, Scott Disick.
Il 22 aprile 2023 si è sposata con il discografico Elliot Grainge

## Filmografia
Ocean's 8, regia di Gary Ross (2018) - sé stessa